# Me metí en tu corazón
Me metí en tu corazón es el decimosexto álbum de estudio de Camela, que lanzado en 2017 en España desde la discografía Warner Music Spain, S. L.. En la portada de este álbum el grupo se caracterizó de la película Grease. El primer sencillo "No pongas riendas al corazón" reivindica el amor libre.

## Lista de canciones del álbum
| Me metí en tu corazón |                                |                        |          |  |
| N.º                   | Título                         | Escritor(es)           | Duración |  |
| 1.                    | «No pongas riendas al corazón» | Rubén Martín Muñoz     | 4:03     |  |
| 2.                    | «¿Para qué?»                   | M.Ángeles Muñoz Dueñas | 4:19     |  |
| 3.                    | «Playa del amor»               | Rubén Martín Muñoz     | 4:19     |  |
| 4.                    | «Dilo de una vez»              | M.Ángeles Muñoz Dueñas | 3:38     |  |
| 5.                    | «Él será»                      | Rubén Martín Muñoz     | 3:57     |  |
| 6.                    | «Mañana nacerá otro día»       | Rubén Martín Muñoz     | 4:06     |  |
| 7.                    | «Ahora que tú estás aquí»      | M.Ángeles Muñoz Dueñas | 4:34     |  |
| 8.                    | «Me metí en tu corazón»        | M.Ángeles Muñoz Dueñas | 4:13     |  |
| 9.                    | «Di que no mientes»            | Rubén Martín Muñoz     | 3:22     |  |
| 10.                   | «Si quieres quédate»           | M.Ángeles Muñoz Dueñas | 4:29     |  |
| 41:00                 |                                |                        |          |  |